# Jean-Girard Lacuée de Cessac
Jean-Girard Lacuée de Cessac (* 4. November 1752 in Hautefage-la-Tour; † 14. Juni 1841 in Paris) war ein französischer General, Militärschriftsteller, Politiker und Mitglied der Académie française.

## Leben und Werk

### Militärtheoretiker und Politiker bis 1794
Jean-Girard Lacuée de Cessac (auch: Jean-Gérard Lacuée) entstammte einer südfranzösischen Adelsfamilie und wuchs in Agen auf (zeitweise auch im Schloss Lamassas in Hautefage). Er schlug die Militärlaufbahn ein und schrieb 1786 als Infanteriehauptmann ein militärtheoretisches Buch, das in fünf europäische Sprachen (einschließlich Deutsch) übersetzt wurde, ihm die Protektion von Marschall Victor-François de Broglie einbrachte und später die Berufung in die Heereskommission der Konstituante. Daneben verfasste er Beiträge zur Abteilung Kriegskunst der Encyclopédie méthodique. 1790 wurde er mit der Neuorganisation des Départements Lot-et-Garonne, seiner Heimat, beauftragt. Ab September 1791 war er Abgeordneter (von April bis Mai 1792 auch Präsident) der Gesetzgebenden Nationalversammlung. Als vorübergehender Kriegsminister hatte er Anteil am Sieg von Valmy. Er wurde Generalkommissar zur Verteidigung der Grenze zu Spanien und im Februar 1793 Brigadegeneral. Durch den Wohlfahrtsausschuss des „Föderalismus“ angeklagt, konnte er sich bis zum Sturz Robespierres am 27. Juli 1794 retten und seine Wiedereinsetzung erreichen.

### Karriere unter Napoleon
Am 16. Oktober 1795 wurde er in den Conseil des Anciens (Ältestenrat, Senat) gewählt (wiedergewählt am 16. April 1799), wo er seinen Freund Carnot gegen Anklagen verteidigte. Am 25. Dezember 1799 trat er in den neuen Staatsrat ein und war vorübergehend Kriegsminister, weigerte sich aber, das Amt auf Dauer zu übernehmen, weil er sich dem militärischen Genie Napoleons nicht gewachsen fühlte. Er stieg auf zum Divisionsgeneral und Generalinspekteur (1806), zum Staatsminister (1807) und Kriegsverwaltungsminister (1810). Er sprach sich im Staatsrat gegen den Russlandfeldzug aus. 1814 erklärte er seine Treue zu den Bourbonen und verhielt sich 1815 während der Herrschaft der hundert Tage neutral, wurde dann jedoch vom König geschnitten, zog sich zurück und lebte abwechselnd auf den Gütern seiner (1809 auf Anregung Napoleons geheirateten) Frau in Sorgues (Schloss Brantes) und in Paris. Im November 1831 ernannte ihn Louis-Philippe I. zum Pair von Frankreich. 1840 erlebte er noch die Rückkehr des Leichnams von Napoleon. Er starb 1841 im Alter von 88 Jahren.

### Mitglied von Akademien und weitere Ehrungen
Als 1795 das Institut de France gegründet wurde, gehörte er der 2. Klasse (Sciences morales et politiques) an. Bei der Neuorganisation 1803 besetzte er in der neuen 2. Klasse (praktisch die alte Académie française) den Sitz Nr. 18 und behielt ihn 1816 bei der namentlichen Restaurierung der Académie française. Als 1832 die (1803 aufgelöste) Académie des sciences morales et politiques restauriert wurde, gehörte er auch dieser Akademie an. Von 1804 bis 1814 war er Gouverneur der École polytechnique. Seit 1808 trug er den Grafentitel (Comte de Cessac), seit 1809 das Großkreuz der Ehrenlegion. In Sorgues erinnert die Allée Cessac an ihn.

## Werke (Auswahl)
- Le guide des officiers particuliers en campagne, ou des connoissances militaires nécessaires pendant la guerre aux officiers particuliers. 2 Bde. Cellot, Paris 1785.
  - (spanisch) Guia del oficial particular para campaña. Madrid 1805, 1806.
  - (deutsch) Handbuch für Stabs- und untergeordnete Officiere im Kriege oder Inbegriff kriegswirtschaftlicher Lehren, welche allen Stabs- und untergeordneten Officieren im Kriege zu wissen nöthig sind. 2 Bde. Cotta, Stuttgart und Tübingen 1821–1827.
  - (polnisch) Służba officerów w polu, czyli Wiadomości istotnie potrzebne officerom pod czas woyny. Warschau 1823–1824.
  - (niederländisch) Gids voor den officier der infanterie in het veld, of Noodzakelijke militaire kennis voor zoodanige officieren, welke met eenige afzonderlijke krijgsverrrigtingen belast worden gedurende den oorlog. Den Haag 1824.
  - (italienisch) Guida dell'uffiziale in campagna del signor di Cessac. 2 Bde. Neapel 1829–1830.